# Arquidiócesis de Koupéla
La arquidiócesis de Koupéla (en latín: Archidioecesis Kupelaensis y en francés: Archidiocèse de Koupéla) es una circunscripción eclesiástica de la Iglesia católica en Burkina Faso. Se trata de una arquidiócesis latina, sede metropolitana de la provincia eclesiástica de Koupéla. Desde el 7 de diciembre de 2019 su arzobispo es Gabriel Sayaogo.

## Territorio y organización
La arquidiócesis tiene 7181 km² y extiende su jurisdicción sobre los fieles católicos de rito latino residentes en la provincia de Kouritenga de la región Centro-Este y en la provincia de Ganzourgou de la región Plateau-Central.
La sede de la arquidiócesis se encuentra en la ciudad de Koupéla, en donde se halla la Catedral de Nuestra Señora de las Gracias.
La arquidiócesis tiene como sufragáneas a las diócesis de: Dori, Fada N'Gourma, Kaya y Tenkodogo.
En 2021 en la arquidiócesis existían 12 parroquias.

## Historia
La diócesis de Koupéla fue erigida el 20 de febrero de 1956 con la bula Quo suavi del papa Pío XII, obteniendo el territorio de la arquidiócesis de Uagadugú, de la que originalmente era sufragánea.
El 26 de junio de 1969 cedió una parte de su territorio para la erección de la diócesis de Kaya mediante la bula Ad patrisfamilias del papa Pablo VI.
El 2 de enero de 1997 cedió otra parte de su territorio para la erección de la diócesis de Manga mediante la bula De cunctis Ecclesiis solliciti del papa Juan Pablo II.
El 5 de diciembre de 2000 fue elevada al rango de arquidiócesis metropolitana con la bula In omnes Ecclesias del papa Juan Pablo II.
El 11 de febrero de 2012 cedió otra porción de su territorio para la erección de la diócesis de Tenkodogo mediante la bula Ad aptius provehendam del papa Benedicto XVI.

## Estadísticas
Según el Anuario Pontificio 2022 la arquidiócesis tenía a fines de 2021 un total de 267 600 fieles bautizados.
| Año                                                                             | Población            | Población | Población      | Sacerdotes | Sacerdotes    | Sacerdotes    | Bautizados por sacerdote | Diáconos permanentes | Religiosos | Religiosos | Parroquias |
| Año                                                                             | Bautizados católicos | Total     | % de católicos | Total      | Clero secular | Clero regular | Bautizados por sacerdote | Diáconos permanentes | Varones    | Mujeres    | Parroquias |
| ------------------------------------------------------------------------------- | -------------------- | --------- | -------------- | ---------- | ------------- | ------------- | ------------------------ | -------------------- | ---------- | ---------- | ---------- |
| 1969                                                                            | 29 495               | 436 414   | 6.8            | 40         | 19            | 21            | 737                      |                      | 25         | 51         | 11         |
| 1980                                                                            | 72 000               | 600 000   | 12.0           | 43         | 26            | 17            | 1674                     |                      | 23         | 52         | 11         |
| 1990                                                                            | 120 480              | 699 000   | 17.2           | 43         | 29            | 14            | 2801                     |                      | 16         | 55         | 12         |
| 1999                                                                            | 182 897              | 1 055 628 | 17.3           | 56         | 49            | 7             | 3266                     |                      | 7          | 51         | 13         |
| 2000                                                                            | 194 344              | 1 085 851 | 17.9           | 60         | 55            | 5             | 3239                     |                      | 5          | 51         | 14         |
| 2001                                                                            | 200 674              | 1 173 869 | 17.1           | 72         | 68            | 4             | 2787                     |                      | 4          | 54         | 14         |
| 2002                                                                            | 203 997              | 1 169 615 | 17.4           | 69         | 65            | 4             | 2956                     |                      | 4          | 52         | 14         |
| 2003                                                                            | 213 002              | 1 166 125 | 18.3           | 69         | 65            | 4             | 3086                     |                      | 4          | 58         | 14         |
| 2004                                                                            | 228 037              | 1 248 128 | 18.3           | 70         | 68            | 2             | 3257                     |                      | 2          | 62         | 15         |
| 2012                                                                            | 116 082              | 454 212   | 25.6           | 51         | 51            |               | 2276                     |                      | 3          | 54         | 8          |
| 2013                                                                            | 202 536              | 771 823   | 26.2           | 52         | 50            | 2             | 3894                     |                      | 73         | 8          | 9          |
| 2016                                                                            | 227 561              | 828 234   | 27.5           | 57         | 55            | 2             | 3992                     |                      | 5          | 83         | 10         |
| 2019                                                                            | 250 606              | 899 690   | 27.9           | 61         | 58            | 3             | 4108                     |                      | 6          | 86         | 11         |
| 2021                                                                            | 267 600              | 943 600   | 28.4           | 57         | 55            | 2             | 4694                     |                      | 5          | 99         | 12         |
| Fuente: Catholic-Hierarchy, que a su vez toma los datos del Anuario Pontificio. |                      |           |                |            |               |               |                          |                      |            |            |            |

## Episcopologio
- Dieudonné Yougbaré † (29 de febrero de 1956- 1 de junio de 1995 retirado)
- Séraphin François Rouamba (1 de junio de 1995- 7 de diciembre de 2019 retirado)
- Gabriel Sayaogo, desde el 7 de diciembre de 2019